# Şener Özbayraklı
Şener Özbayraklı (* 23. Januar 1990 in Borçka) ist ein türkischer Fußballspieler in Diensten von Istanbul Başakşehir FK.

## Karriere

### Verein
Özbayraklı begann mit dem Vereinsfußball in der Jugend des Amateurvereins Borçka Gençlerbirliği. Nach drei Spielzeiten für diesen Verein spielte er der Reihe nach in den Jugendabteilungen von Yenipelitlispor, Arsinspor und Ankaraspor. Zum Frühjahr 2009 wurde er mit einem Profivertrag ausgestattet an den Drittligisten Keçiörengücü abgegeben. Bei diesem Verein schaffte er es auf Anhieb in die Stammelf. Zum Saisonende verließ er Keçiörengücü und heuerte eine Liga höher beim Stadtkonkurrenten Bugsaş Spor an.
Durch seine Leistungen bei Bugsaş Spor, das seinen Namen im Sommer in Polatlı Bugsaşspor ändern ließ, wurden mehrere Erstligavereine, u. a. Beşiktaş Istanbul und Bursaspor, auf Özbayraklı aufmerksam. Zur Rückrunde der Spielzeit 2012/13 wurde sein Wechsel zum Erstligisten Bursaspor verkündet. In seinem neuen Verein gelang ihm Anhieb der Sprung in die Stammformation. Darüber hinaus avancierte er zu den auffälligsten Spielern der Rückrunde. Nachdem Özbayraklı in den nachfolgenden zwei Spielzeiten seine Leistungen weiter steigern konnte und kontinuierlich gute Leistungen gezeigt hatte, bemühten sich die vier türkischen Spitzenklubs Beşiktaş Istanbul, Fenerbahçe Istanbul, Galatasaray Istanbul und Trabzonspor um eine Verpflichtung Özbayraklıs. Alle Transferbemühungen scheiterten an der von Bursaspor geforderten Ablösesumme.
Im Sommer 2015 wechselte Özbayraklı gegen eine Ablösesumme von 5 Millionen TL zu Fenerbahçe Istanbul. Er unterschrieb hier einen Vierjahresvertrag. Zur Saison 2019/20 wechselte Özbayraklı ablösefrei zum Lokalrivalen Galatasaray Istanbul und unterschrieb dort einen Zweijahresvertrag. Während diesen zwei Jahren kam der Außenverteidiger zu 20 Ligaspielen. Sein Vertrag wurde nicht verlängert und Özbayraklı wechselte zur Saison 2021/22 zu Istanbul Başakşehir FK.

### Nationalmannschaft
Özbayraklı wurde 2008 zweimal für die türkische U-18-Nationalmannschaft nominiert und absolvierte dabei eine Begegnung. Zudem spielte Özbayraklı ab 2013 zweimal für die zweite Auswahl der türkischen Nationalmannschaft und wurde damit in die engere Wahl für zukünftige Spieler der türkischen A-Nationalmannschaft aufgenommen.
Nachdem er bei seinem Verein über längere Zeit zu überzeugen wusste, wurde Özbayraklı im März 2015 im Rahmen eines Qualifikationsspiele der EM 2016 und eines wenige Tage später stattfindenden Testspiels vom Nationaltrainer Fatih Terim zum ersten Mal in seiner Karriere in das Aufgebot der türkischen Nationalmannschaft nominiert. In dieser Partie gab er sein A-Länderspieldebüt.
Bei der Fußball-Europameisterschaft 2016 in Frankreich wurde er in das türkische Aufgebot aufgenommen. Er war einer von drei Feldspielern, alle aus der Abwehr, die nicht zu einem Turniereinsatz kamen.

## Erfolge
Mit Bursaspor
- Tabellenvierter der Süper Lig: 2012/13

Mit der türkischen A2-Nationalmannschaft
- International Challenge Trophy: 2011–13